# رودخانه گورک
رودخانه گورک (به انگلیسی: Gurk (river)) رودخانه‌ای است که در اتریش جریان دارد.